# Alfred Kornprobst
Alfred Kornprobst (* 28. Juli 1940 in Nürnberg; † 7. Juni 1991) war ein deutscher Gewichtheber.

## Werdegang
Alfred Kornprobst wuchs in Nürnberg auf. Als Schüler war er zunächst im Turnverein, begann aber mit 14 Jahren beim TSV Sandow Nürnberg mit dem Gewichtheben. 1958 wurde er deutscher Jugendmeister mit guten 275 kg in der Klasse bis 60 kg Körpergewicht. Der Übergang in die deutsche Spitzenklasse der Aktiven gelang ihm nahtlos. Im Verlaufe der nächsten 10 Jahre war er immer in der deutschen Spitzenklasse vertreten, wenn er auch einige Male wegen Verletzungen längere Zeit pausieren musste. Seine beste Leistung vollbrachte er mit dem 8. Platz bei den Olympischen Spielen 1964 in Tokio im Leichtgewicht mit 385 kg. 1972 beendete er seine Laufbahn, startete aber ab 1983 noch einmal für den TSV Altenberg in Mannschaftskämpfen.
Alfred Kornprobst starb schon mit 51 Jahren nach langer schwerer Krankheit.

## Internationale Erfolge
(OS = Olympische Spiele, WM = Weltmeisterschaft, EM = Europameisterschaft, Fe = Federgewicht, Le = Leichtgewicht, Mi = Mittelgewicht)
- 1960, 9. Platz, EM in Mailand, Le, mit 337,5 kg, Sieger: Marian Zieliński, Polen, 377,5 kg, vor Mustafa Jagly-Ogly, UdSSR, 375 kg;
- 1961, 3. Platz, Donau Cup, Le, mit 340 kg, hinter Mihály Huszka, Ungarn, 370 kg und Zdeněk Otáhal, ČSSR, 360 kg;
- 1961, 9. Platz (5. Platz), WM + EM in Wien, mit 357,5 kg, Sieger: Waldemar Baszanowski, Polen, 402,5 kg vor Sergei Lopatin, UdSSR, 400 kg;
- 1963, 3. Platz, Donaupokal, Ls, mit 350 kg, hinter Otáhal, 370 kg und Fitzi Balas, Rumänien, 362,5 kg;
- 1963, 10. Platz (6. Platz), WM + EM in Stockholm, Le, mit 362,5 kg, Sieger: Zieliński, 417,5 kg vor Baszanowski, 410 kg;
- 1964, 8. Platz, OS in Tokio, Le, mit 385 kg, Sieger: Baszanowski, 432,5 kg vor Wladimir Kaplunow, UdSSR, 432,5 kg;
- 1965, 10. Platz, WM in Teheran, Mi, mit 397,5 kg, Sieger: Wiktor Kurenzow, UdSSR, 437,5 kg vor Werner Dittrich, DDR, 437,5 kg;
- 1965, 1. Platz, Int. Turnier in Paris, Mi, mit 397,5 kg, vor Roger Gerber, Frankreich, 382,5 kg;
- 1968, 5. Platz, Baltic Cup in Helsinki, Mi, mit 397,5 kg, Sieger: Jewgeni Smirnow, UdSSR, 455 kg

## Deutsche Meisterschaften
- 1958, 1. Platz, Jugend, bis 60 kg KG, mit 275 kg;
- 1958, 2. Platz, Fe, mit 285 kg, hinter Waldemar Ertl, Regensburg, 295 kg;
- 1960, 1. Platz, Junioren, Le, mit 342,5 kg;
- 1960, 2. Platz, Le, mit 340 kg, hinter Karl Stohner, Rheingönheim, 345 kg und vor Willi Kolb, Weilimdorf, 340 kg;
- 1961, 1. Platz, Junioren, Le, mit 357,5 kg;
- 1961, 2. Platz, Le, mit 355 kg, hinter Stohner, 362,5 kg;
- 1962, 1. Platz, Le, mit 355 kg, vor Adolf Brandl, Regensburg, 320 kg;
- 1963, 1. Platz, Le, mit 367,5 kg, vor Stohner, 345 kg;
- 1964, 1. Platz, Le, mit 372,5 kg, vor Rudi Seidel, Bornheim, 335 kg und Werner Kucera, Landshut, 332,5 kg;
- 1965, 1. Platz, Mi, mit 400 kg, vor Albert Huser, Mannheim, 385 kg;
- 1967, 1. Platz, Mi, mit 415 kg, vor Huser, 405 kg und Stohner, 382,5 kg

## Länderkämpfe
- 1960 – Schweiz, Le, 335 kg – Kohler, 320 kg,
- 1962 – Frankreich, Le, 335 kg – Gerber, 360 kg,
- 1963 – England, Le, 345 kg – Goring, 345 kg,
- 1963 – Frankreich, Le, 357,5 kg – Gerber, 355 kg,
- 1963 – Schweden, Le, 362,5 kg – Westlin, 330 kg,
- 1965 – Frankreich, Mi, 405 kg – Maier, 415 kg

## Deutsche Rekorde
im Drücken:
- 122,5 kg, 1964, Le,
- 125 kg, 1964, Le,
- 140,5 kg, 1968, Mi

im Reißen:
- 115 kg, 1964, Le

im Stoßen:
- 144 kg, 1961, Le,
- 145 kg, 1964, Le,
- 150 kg, 1964, Le,

im olympischen Dreikampf:
- 372,5 kg, 1965, Le,
- 385 kg, 1964, Le